# Kryłów (rejon dubieński)
Kryłów (ukr. Крилів) – wieś na Ukrainie w rejonie dubieńskim obwodu rówieńskiego, położona na terenie warkowickiej silskiej rady.
W pobliżu miejscowości biegnie droga magistralna znaczenia międzynarodowego M06, będąca częścią trasy europejskiej E40.
W XIX w. wieś znajdowała się w powiecie dubieńskim guberni wołyńskiej Imperium Rosyjskiego. W okresie międzywojennym Kryłów należał do gminy Warkowicze w powiecie dubieńskim województwa wołyńskiego II Rzeczypospolitej. Po II wojnie światowej znalazł się w granicach ZSRR, a od 1991 r. znajduje się na niepodległej Ukrainie.